# Fédération Française de Triathlon
Die Fédération Française de Triathlon (kurz F.F.TRI.) ist der Dachverband aller französischen Triathlon- und Duathlon-Vereine und vertritt Frankreich in der International Triathlon Union (ITU).

## Organisation
Schon um 1902 gab es in Frankreich einen Wettkampf, genannt „Les Trois Sports“:

Er bestand aus einem Lauf, einem Radwettbewerb und einer Kanustrecke; die Kanufahrt wurde dann 1920 durch eine Schwimmdistanz ersetzt.
1984 wurde das CCTF (Comité de Coordination du Triathlon en France) und parallel das CONADET (Comité National pour le Développement du Triathlon) begründet. Die Fédération Française de Triathlon wurde am 21. Oktober 1989 gegründet und der erste Präsident des Verbands war Jean Cote.
Es werden durch den Verband in Frankreich jährlich nationale Meisterschaften ausgetragen für:
- Triathlon
- Duathlon (seit 1990)
- Bike & Run (seit 2009)
- Aquathlon (seit 2009)
- Cross-Triathlon

Heute ist Philippe Lescure als Präsident bestellt.
Die F.F.TRI. unterliegt dem französischen Sportverband CNOSF (Comité National Olympique et Sportif Française) sowie dem europäischen Triathlon-Verband ETU (European Triathlon Union).

## Staatsmeisterschaften

### Triathlon

#### Sprint- und Kurzdistanz
Es werden seit 1985 jährliche nationale Meisterschaften (National Championships) ausgetragen, welche entweder über die Sprint- oder Kurzdistanz gehen.
- Sprintdistanz: 750 m Schwimmen, 20 km Radfahren und 5 km Laufen
- Kurzdistanz: 1,5 km Schwimmen, 40 km Radfahren und 10 km Laufen

Philippe Méthion wurde zwischen 1987 und 1996 elf Mal französischer Triathlon-Staatsmeister: Er holte sich den Titel acht Mal auf der Sprint- bzw. Kurzdistanz und weitere drei Mal auf der Mittel- bzw. Langdistanz.
Isabelle Mouthon konnte sich den Titel bei den Frauen bis zuletzt im Jahr 2000 achtmal sichern. Ihre Schwester Béatrice erreichte einen ersten (1994), fünf zweite sowie vier dritte Plätze.
Frédéric Belaubre konnte sich 2010 den Titel auf der Kurzdistanz zum fünften Mal holen und Laurent Vidal wurde 2012 zum dritten Mal nationaler Triathlon-Meister auf der Kurzdistanz. Die gebürtige Britin Jessica Harrison wurde 2013 zum fünften Mal in Folge französische Staatsmeisterin auf der Kurzdistanz.
Cassandre Beaugrand konnte sich im September 2017 den Titel zum zweiten Mal nach 2014 und im Mai 2018 zum dritten Mal sicherten. Im Juni 2019 holte sich die Militär-Weltmeisterin (2015) Emmie Charayron den Titel nach 2015 und 2016 zum dritten Mal.
2020 konnten im Rahmen der Covid-19-Pandemie keine Rennen ausgetragen werden und im August 2021 sicherten sich Justine Guérard und Maxime Hueber-Moosbrugger in Pontivy die Titel auf der Sprintdistanz.
Elite
| Datum/Jahr    | Austragungsort       | Distanz | Staatsmeister                 | Zweiter                  | Dritter            |
| ------------- | -------------------- | ------- | ----------------------------- | ------------------------ | ------------------ |
| 2025          |                      |         |                               |                          |                    |
| 1. Juni 2024  | Gravelines           | Sprint  | Maxime Hueber-Moosbrugger -2- | Thomas Hansmaennel       | Jules Rethoret     |
| 5. Juni 2023  | Gravelines           | Sprint  | Louis Vitiello                | Aurélien Raphaël         | Antoine Duval      |
| 6. Juni 2022  | Pontivy              | Sprint  | Thomas Sayer                  | Aurélien Jem             | Casimir Meine      |
| 29. Aug. 2021 | Pontivy              | Sprint  | Maxime Hueber-Moosbrugger     | Antoine Duval            | Theo Texereau      |
| 30. Juni 2019 | Metz                 | Sprint  | Aurélien Raphaël              | Jérémy Quindos           | Louis Vitiello     |
| 27. Mai 2018  | Gray                 | Sprint  | Vincent Luis -2-              | Aurélien Raphaël         | Dorian Coninx      |
| 3. Sep. 2017  | Quiberon             | Sprint  | Dorian Coninx                 | Pierre Le Corre          | Aurélien Raphaël   |
| 22. Mai 2016  | Dunkerque            | Sprint  | Anthony Pujades               | Pierre Le Corre          | Aurélien Raphaël   |
| 4. Okt. 2015  | Nizza                | Sprint  | Pierre Le Corre -2-           | Vincent Luis             | Tom Richard        |
| 28. Sep. 2014 | Nizza                | Sprint  | Pierre Le Corre               | David Hauss              | Vincent Luis       |
| 29. Sep. 2013 | Nizza                | Sprint  | Vincent Luis                  | Pierre Le Corre          | Aurélien Raphaël   |
| 2012          | Saint-Cyr (Vienne)   | Kurz    | Laurent Vidal -3-             | Tony Moulai              | Gregory Rouault    |
| 2011          | Villiers-sur-Loir    | Kurz    | Laurent Vidal -2-             | Aurélien Lescure         | Pierre Le Corre    |
| 2010          | Charleville-Mézières | Kurz    | Frédéric Belaubre -5-         | Vincent Luis             | Sylvain Sudrie     |
| 2009          | Belfort              | Kurz    | Laurent Vidal                 | Tony Moulai              | Gregory Rouault    |
| 2008          | Belfort              | Kurz    | Yohann Vincent                | Nicolas Becker           | Sylvain Sudrie     |
| 2007          | Charleville-Mézières | Kurz    | Frédéric Belaubre -4-         | David Hauss              | Stéphane Poulat    |
| 2006          | Rennes               | Kurz    | Frédéric Belaubre -3-         | Stéphane Poulat          | Stéphan Bignet     |
| 2005          | Charleville-Mézières | Kurz    | Sylvain Dodet -2-             | Cédric Fleureton         | Frank Bignet       |
| 2004          | Charleville-Mézières | Kurz    | Frédéric Belaubre -2-         | Stéphane Poulat          | Sylvain Dodet      |
| 2003          | Autun                | Kurz    | Frank Bignet                  | Sylvain Dodet            | Olivier Marceau    |
| 2002          | Autun                | Kurz    | Frédéric Belaubre             | Sylvain Dodet            | Carl Blasco        |
| 2001          | Lac de Vassivière    | Kurz    | Sylvain Dodet                 | Stéphane Poulat          | Stéphan Bignet     |
| 2000          | Lac de Vassivière    | Kurz    | Stéphan Bignet -2-            | Sylvain Dodet            | Samuel Pierreclaud |
| 1999          | Lac de Vassivière    | Kurz    | Sébastien Berlier             | Olivier Marceau          | Sylvain Dodet      |
| 1998          | Mulhouse             | Kurz    | Stéphane Poulat -2-           | Sébastien Berlier        | Olivier Marceau    |
| 1997          | Larmor-Plage         | Kurz    | Stéphane Poulat               | Laurent Jeanselme        | Philippe Fattori   |
| 1996          | Bessines             | Kurz    | Philippe Fattori              | Jean-Christophe Guincard | Olivier Marceau    |
| 1995          | Mauzac               | Kurz    | Olivier Marceau               | Samuel Pierreclaud       | Carl Blasco        |
| 1994          | Quimper              | Kurz    | Philippe Méthion -8-          | Olivier Marceau          | Sylvain Dafflon    |
| 1994          | Mur-de-Barrez        | Sprint  | Patrick Girard -2-            | Carl Blasco              | Alain Vigné        |
| 1993          | Mur-de-Barrez        | Kurz    | Philippe Méthion -7-          | Philippe Fattori         | Olivier Marceau    |
| 1993          | Fontainebleau        | Sprint  | Stéphan Bignet                | Sylvain Dafflon          | Stéphane Poulat    |
| 1992          | Choisy-le-Roi        | Sprint  | Philippe Méthion -6-          | Pierre Houseaux          | Stéphan Bignet     |
| 1991          | Pont-à-Mousson       | Sprint  | Philippe Méthion -5-          | Pierre Houseaux          | Rémi Rampteau      |
| 1991          | Versailles           | Kurz    | Philippe Méthion -4-          | Yves Cordier             | Patrick Girard     |
| 1990          | Mâcon                | Kurz    | Philippe Méthion -3-          | Patrick Girard           | Pascal Choisel     |
| 1989          |                      | Kurz    | Philippe Méthion -2-          | Patrick Girard           | Thierry Henri      |
| 1988          |                      | Kurz    | Patrick Girard                | Yves Lossouarn           | Christophe Hervieu |
| 1987          |                      | Kurz    | Philippe Méthion              | Patrick Girard           | Michel Gavet       |
| 1986          |                      | Kurz    | Grégoire Millet               | Serge Lecrique           | Georges Belaubre   |
| 1985          | La Grande-Motte      | Kurz    | Georges Belaubre              |                          |                    |

| Jahr | Staatsmeisterin         | Zweite                   | Dritte              |
| ---- | ----------------------- | ------------------------ | ------------------- |
| 2025 |                         |                          |                     |
| 2024 | Candice Denizot -2-     | Laura Moreau             | Charlotte Faivre    |
| 2023 | Candice Denizot         | Kristelle Congi          | Marie Wattiez       |
| 2022 | Kristelle Congi         | Candice Denizot          | Charlotte Faivre    |
| 2021 | Justine Guérard         | Sandra Dodet             | Julie Iemmolo       |
| 2019 | Emmie Charayron -3-     | Sandra Dodet             | Léa Coninx          |
| 2018 | Cassandre Beaugrand -3- | Léonie Périault          | Emmie Charayron     |
| 2017 | Cassandre Beaugrand -2- | Léonie Périault          | Emilie Morier       |
| 2016 | Emmie Charayron -2-     | Léonie Périault          | Justine Guérard     |
| 2015 | Emmie Charayron         | Léonie Périault          | Cassandre Beaugrand |
| 2014 | Cassandre Beaugrand     | Alexandra Cassan-Ferrier | Anne Tabarant       |
| 2013 | Jessica Harrison -5-    | Emmie Charayron          | Léonie Périault     |
| 2012 | Jessica Harrison -4-    | Anne Tabarant            | Charlotte Morel     |
| 2011 | Jessica Harrison -3-    | Charlotte Morel          | Emmie Charayron     |
| 2010 | Jessica Harrison -2-    | Carole Péon              | Charlotte Morel     |
| 2009 | Jessica Harrison        | Carole Péon              | Charlotte Morel     |
| 2008 | Delphine Pelletier -3-  | Jeanne Collonge          | Julie Gigault       |
| 2007 | Marion Lorblanchet      | Charlotte Morel          | Delphine Pelletier  |
| 2006 | Carole Péon             | Marion Lorblanchet       | Delphine Pelletier  |
| 2005 | Virginie Jouve -2-      | Camille Cierpik          | Delphine Py         |
| 2004 | Virginie Jouve          | Camille Cierpik          | Delphine Pelletier  |
| 2003 | Delphine Pelletier -2-  | Marion Lorblanchet       | Jessica Harrison    |
| 2002 | Delphine Pelletier      | Stéphanie Gros           | Carole Péon         |
| 2001 | Nathalie Daumas         | Christine Hocq           | Sophie Delemer      |
| 2000 | Isabelle Mouthon -8-    | Christine Hocq           | Nathalie Daumas     |
| 1999 | Isabelle Mouthon -7-    | Sophie Delemer           | Christine Hocq      |
| 1998 | Isabelle Mouthon -6-    | Béatrice Mouthon         | Christine Hocq      |
| 1997 | Isabelle Mouthon -5-    | Christine Hocq           | Sophie Delemer      |
| 1996 | Sophie Delemer -2-      | Magali Robin             | Béatrice Mouthon    |
| 1995 | Lydie Reuzé -3-         | Hélène Salomon           | Béatrice Mouthon    |
| 1994 | Lydie Reuzé -2-         | Anne-Marie Rouchon       | Véronique Chastel   |
| 1994 | Isabelle Mouthon -4-    | Béatrice Mouthon         | Lydie Reuzé         |
| 1993 | Isabelle Mouthon -3-    | Lydie Reuzé              | Sophie Delemer      |
| 1993 | Lydie Reuzé             | Béatrice Mouthon         | Anne-Marie Rouchon  |
| 1992 | Sophie Delemer          | Maud Martin              | Béatrice Mouthon    |
| 1991 | Karen Gresset           | Armelle Caillet          | Laurence Macherey   |
| 1991 | Isabelle Mouthon -2-    | Béatrice Mouthon         | Anne-Marie Rouchon  |
| 1990 | Isabelle Mouthon        | Sylvie Muguet            | Béatrice Mouthon    |
| 1989 | Anne-Marie Rouchon      | Catherine Jay            | Sophie Delemer      |
| 1988 | Sylvie Muguet           | Anne-Marie Rouchon       | Sophie Delemer      |
| 1987 | Chantal Malherbe -2-    | Anne-Marie Rouchon       | Élisabeth Poncelet  |
| 1986 | Chantal Malherbe        | Anne-Marie Rouchon       | Lydie Reuzé         |
| 1985 | Odile Lagarde           | Chantal Malherbe         | Valérie Bayle       |

Junioren, 18–19 Jahre
| Datum/Jahr   | Austragungsort     | Triathlon- Staatsmeister Junioren | Zweiter         | Dritter                   |
| ------------ | ------------------ | --------------------------------- | --------------- | ------------------------- |
| 2. Juni 2019 | Grignon            | Florent Lefebvre                  | Yanis Seguin    | Theo Texereau             |
| 2. Juni 2018 | Vesoul             | Arthur Berland                    | Valentin Morlec | Paul Georgenthum          |
| 5. Juni 2016 | Montceau Les Mines | Maxime Mennesson                  | Felix Forissier | Mathis Margirier          |
| 7. Juni 2015 | Le Mans            | Maxime Hueber-Moosbrugger         | Léo Bergere     | Côme Mercier              |
| 1. Juni 2014 | Châteauroux        | Raphaël Montoya -2-               | Léo Bergere     | Maxime Hueber-Moosbrugger |
| 1. Juni 2013 |                    | Raphaël Montoya                   | Dorian Coninx   | Dylan Magnien             |
| 2007         |                    |                                   |                 |                           |
| 2005         |                    | Bertrand Billard                  |                 |                           |
| 1999         |                    |                                   |                 |                           |

| Jahr | Triathlon- Staatsmeisterin Junioren | Zweite                 | Dritte           |
| ---- | ----------------------------------- | ---------------------- | ---------------- |
| 2019 | Emma Lombardi                       | Léna Vaillier-Francois | Jessica Fullagar |
| 2018 | Pauline Landron                     | Jessica Fullagar       | Emma Ducreux     |
| 2016 | Emilie Morier                       | Marion Rialland        | Cecile Lejeune   |
| 2015 | Jeanne Lehair                       | Emilie Morier          | Sandra Dodet     |
| 2014 | Audrey Merle                        | Margot Garabedian      | Sandra Dodet     |
| 2013 | Léonie Périault                     | Cassandre Beaugrand    | Jeanne Lehair    |
| 2007 |                                     | Charlotte Morel        |                  |
| 1999 | Delphine Py                         |                        |                  |

Jugend, 16–17 Jahre
| Datum/Jahr | Austragungsort | Distanz | Staatsmeister Jugend | Zweiter | Dritter |
| ---------- | -------------- | ------- | -------------------- | ------- | ------- |
| 2017       |                |         |                      |         |         |

| Jahr | Staatsmeisterin Jugend | Zweite | Dritte |
| ---- | ---------------------- | ------ | ------ |
| 2017 |                        |        |        |

Unter dem Dach der F.F.TRI. wird jährlich in Frankreich auf der Kurzdistanz die Triathlon-Meisterschaft bzw. Meisterschaftsserie Grand Prix de Triathlon ausgetragen.

#### Mittel- und Langdistanz
Nationale Meisterschaften im Triathlon auf der Mittel- und Langdistanz werden in Frankreich seit 1986 ausgetragen.
Élisabeth Poncelet konnte sich bis 1993 fünfmal den Titel sichern.
Bis 2005 war die F.F.TRI. auf der Langdistanz auch Veranstalter des Ironman France bzw. der Vorgängerveranstaltung „Triathlon International de Nice“ – und seit 2005 wird dieses Rennen durch die Triangle show & sports promotion GmbH mit Yves Cordier ausgetragen.

Delphine Pelletiere konnte sich 2013 den Titel auf der Mitteldistanz ebenso zum fünften Mal holen. In Calvi auf Korsika wurde Sylvain Sudrie 2014 zum fünften Mal nationaler Meister.
Die 28-jährige Charlotte Morel von «AS Monaco Triathlon» wurde 2017 zum dritten Mal in Folge französische Meisterin.
Mitteldistanz
3 km Schwimmen, 80–90 km Radfahren und 20 km Laufen
Langdistanz
4 km Schwimmen, 120 km Radfahren und 30 km Laufen
| Jahr          | Ort                   | Distanz | Staatsmeister                | Zweiter              | Dritter           |
| ------------- | --------------------- | ------- | ---------------------------- | -------------------- | ----------------- |
| 10. Juni 2024 | Vichy                 | Mittel  | Kevin Rundstadler            | Julien Hagen         | Valentin Rouvier  |
| 6. Juni 2021  | Cagnes-sur-Mer        | Mittel  | Clément Mignon               | Sam Laidlow          | William Mennesson |
| 27. Sep. 2020 |                       | Mittel  | Mathis Margirier             | Clément Mignon       | Dylan Magnien     |
| 2019          | Villefranche-de-Panat | Mittel  | Sébastien Fraysse -2-        | Arnaud Chivot        | Dylan Magnien     |
| 7. Juli 2018  | Gorges de l’Ardèche   | Mittel  | Sébastien Fraysse            | Titouan Scheunemann  | Manuel Roux       |
| 2. Juli 2017  | Dijon                 | Mittel  | Valentin Rouvier             | Jérémy Jurkiewicz    | Kévin Rundstadler |
| 19. Juni 2016 | Baudreix              | Mittel  | Jean-Eudes Demaret           | Sébastien Fraysse    | Arnaud Guilloux   |
| 5. Juli 2015  | Gravelines            | Mittel  | Frédéric Belaubre            | Arnaud Guilloux      | Manuel Roux       |
| 6. Juli 2014  | Gravelines            | Mittel  | Sylvain Sudrie -5-           | Antony Costes        | Cyril Viennot     |
| 19. Mai 2013  | Calvi                 | Mittel  | Sylvain Sudrie -4-           | Hervé Faure          | Nicolas Fernandez |
| 15. Mai 2012  | Calvi                 | Mittel  | Sylvain Sudrie -3-           | Hervé Faure          | Jérémy Jurkiewicz |
| 3. Juli 2011  | Dijon                 | Mittel  | Sylvain Sudrie -2-           |                      | Stéphane Poulat   |
| 4. Juli 2010  | Dijon                 | Mittel  | Stéphane Poulat              | François Chabaud     | Sylvain Sudrie    |
| 6. Juni 2009  | Belfort               | Lang    | Sylvain Sudrie               | Sébastien Berlier    | Stéphane Poulat   |
| 1. Juni 2008  | Lorient               | Mittel  | Stéphan Bignet -3-           | François Chabaud     | Charly Loisel     |
| 8. Sep. 2007  | Gérardmer             | Lang    | Stéphan Bignet -2-           | Charly Loisel        | Gilles Reboul     |
| 9. Sep. 2006  | Gérardmer             | Lang    | Julien Loy                   | Hervé Faure          | Gilles Reboul     |
| 2005          | Lorient               | Mittel  | Stéphan Bignet Charly Loisel | –                    | François Chabaud  |
| 2004          | Lorient               | Mittel  | François Chabaud             | Julien Loy           | Xavier Le Floch   |
| 2003          | Cublize               | Mittel  | Patrick Vernay -3-           | Christophe Bastié    | Julien Loy        |
| 2002          | Cublize               | Mittel  | Cyrille Neveu                | Gilles Reboul        | Gaël Mainard      |
| 23. Sep. 2001 | Nizza                 | Lang    | Gilles Reboul -2-            | Xavier Galea         | Christophe Hamard |
| 2000          | Toulouse              | Mittel  | Patrick Vernay -2-           | Gilles Reboul        | Laurent Jeanselme |
| 1999          | Gérardmer             | Mittel  | Gilles Reboul                | Patrick Vernay       | Cyrille Neveu     |
| 1998          | Gérardmer             | Mittel  | Patrick Vernay               | Gaël Mainard         | Stéphan Bignet    |
| 1997          | Saint-Jean-de-Luz     | Lang    | Philippe Lie                 | René Rovera          | Gilles Reboul     |
| 1996          | Perros-Guirec         | Lang    | Philippe Méthion -3-         | Sylvain Le bris      | Cyrille Neveu     |
| 1995          | Lac de Vouglans       | Lang    | Didier Lafargue              | Stéphan Bignet       | Christophe Bastié |
| 1994          | Val-de-Reuil          | Lang    | Christophe Buquet            | Jean-Claude Cauchois | Jean-Roger Pons   |
| 1993          | Val-de-Reuil          | Lang    | Pierre Houseaux              | Jean-Claude Cauchois | Stéphane Bécue    |
| 1992          | Arcachon              | Mittel  | Yves Cordier                 | Serge Lecrique       | Philippe Méthion  |
| 1992          | Embrun                | Lang    | Serge Rivière                | Éric Plantin         | Gérard Honnorat   |
| 1991          |                       | Mittel  | Denis François               | Serge Rivière        | Bruno Ferrat      |
| 1991          |                       | Lang    | Gérard Honnorat              | Serge Lecrique       | Bruno Ferrat      |
| 1990          |                       | Mittel  | Serge Lecrique -3-           | Jean-Luc Capogna     | Didier Lafarge    |
| 1990          |                       | Lang    | Éric Plantin -2-             | Eric Flamand         | Denis Véron       |
| 1989          |                       | Mittel  | Serge Lecrique -2-           | Didier Lafarge       | Denis Véron       |
| 1989          |                       | Lang    | Éric Plantin                 | Eric Flamand         | Gille Manvessier  |
| 1988          |                       | Mittel  | Jean Claude Cauchois         | Bernard Aygoui       | Éric Plantin      |
| 1988          |                       | Lang    | Yves Cordier                 | Gerard Honnorat      | Rodolphe Retrain  |
| 1987          |                       |         | Serge Lecrique               | Philippe Méthion     | Hervé Niquet      |
| 1986          |                       | Mittel  | Philippe Méthion -2-         |                      | Georges Belaubre  |
| 1986          |                       | Lang    | Philippe Méthion             |                      |                   |

| Jahr   | Staatsmeisterin        | Zweite              | Dritte                |
| ------ | ---------------------- | ------------------- | --------------------- |
| 2024   | Charlène Clavel        | Charlotte Faivre    | Jeanne Collonge       |
| 2021   | Manon Genêt            | Marjolaine Pierré   | Christel Robin        |
| 2020   | Jeanne Collonge -2-    | Justine Mathieux    | Julie Iemmolo         |
| 2019   | Aurelia Boulanger      | Inès Van Der Linden | S. Morin              |
| 2018   | Céline Bousrez         | Alice Meignié       | Lena Berthelot Moritz |
| 2017   | Charlotte Morel -3-    | Sabrina Monmarteau  | Isabelle Ferrer       |
| 2016   | Charlotte Morel -2-    | Manon Genêt         | Céline Bousrez        |
| 2015   | Charlotte Morel        | Sabrina Godard      | Julie Le Colleter     |
| 2014   | Isabelle Ferrer        | Sabrina Godard      | Alexandra Roucher     |
| 2013   | Delphine Pelletier -5- | Alexandra Louison   | Anaïs Robin           |
| 2012   | Jeanne Collonge        | Alexandra Louison   | Camille Donat         |
| 2011   | Delphine Pelletier -4- | Juliette Benedicto  | Sabrina Godard        |
| 2010   | Delphine Pelletier -3- | Johanna Daumas      | Sabrina Godard        |
| 2009   | Delphine Pelletier -2- | Isabelle Ferrer     | Estelle Leroi         |
| 2008   | Christel Robin         | Delphine Pelletier  | Caroline Perrin       |
| 2007   | Delphine Pelletier     | Audrey Cléau        | Estelle Patou         |
| 2006   | Johanna Daumas         | Audrey Cléau        | Estelle Leroi         |
| 2005   | Estelle Patou -2-      | Isabelle Ferrer     | Estelle Leroi         |
| 2004   | Audrey Cléau -2-       | Isabelle Ferrer     | Estelle Patou         |
| 2003   | Audrey Cléau           | Estelle Patou       | Isabelle Ferrer       |
| 2002   | Hélène Salomon         | Audrey Cléau        | Catherine Houseaux    |
| 2001   | Sophie Delemer -2-     | Hélène Salomon      |                       |
| 2000   | Cédrine Soulet         | Estelle Patou       | Isabelle Liadouze     |
| 1999   | Estelle Patou          | Hélène Salomon      | Maud Martin           |
| 1998   | Sophie Delemer         | Béatrice Mouthon    | Maud Martin           |
| 1997   | Véronique Chastel      | Maud Martin         | Catherine Houseaux    |
| 1996   | Blandine Lefebvre      | Véronique Chastel   | Catherine Houseaux    |
| 1995   | Isabelle Mouthon       | Anne-Marie Rouchon  | Catherine Houseaux    |
| 1994   | Béatrice Mouthon       | Catherine Houseaux  | Anne-Marie Rouchon    |
| 1993   | Élisabeth Poncelet -5- | Anne-Marie Rouchon  | Blandine Lefèbvre     |
| 1992 M | Anne-Marie Rouchon -2- | Virginie Lafargue   | Sylvie Meignin        |
| 1992 L | Dominique Damiani      | Sophie Auboiroux    | Emmanuelle Grisius    |
| 1991 M | Sylvie Meignin -2-     | Élisabeth Poncelet  | Marie-Paule Grab      |
| 1991 L | Élisabeth Poncelet -4- | Anne-Marie Rouchon  | Sophie Auboiroux      |
| 1990 M | Anne-Marie Rouchon     | Sylvie Obe          | Marie-Pierre Camin    |
| 1990 L | Dominique Damiani      | Marie-Paule Grab    | Sylvie Dupuy          |
| 1989 M | Sylvie Meignin         | Claudie Dupouy      | Martine Beloeil       |
| 1989 L | Élisabeth Poncelet -3- | Martine Come        | Viviane Lafont        |
| 1988 M | Élisabeth Poncelet -2- | Anne-Marie Rouchon  | Gisèle Breuil-Bozzo   |
| 1988 L | Élisabeth Poncelet     | Marie-Paule Grab    | Gisèle Breuil-Bozzo   |
| 1987   | Chantal Malherbe -2-   | Élisabeth Poncelet  | Anne-Marie Rouchon    |
| 1986 M | Chantal Malherbe       | Anne-Marie Rouchon  | Chantal Fortier       |
| 1986 L | Nadia Cédolin          |                     |                       |

| Datum/Jahr   | Austragungsort      | Distanz | Junioren-Staatsmeister | Zweiter      | Dritter        |
| ------------ | ------------------- | ------- | ---------------------- | ------------ | -------------- |
| 7. Juli 2018 | Gorges de l’Ardèche | Mittel  | Baptiste Neveu         | Gabin Ageron | Hugo Pelletier |

| Jahr | Junioren-Staatsmeisterin | Zweite | Dritte |
| ---- | ------------------------ | ------ | ------ |
| 2018 |                          |        |        |

#### Cross-Triathlon
| Datum/Jahr   | Austragungsort        | Staatsmeister        | Zweiter              | Dritter              |
| ------------ | --------------------- | -------------------- | -------------------- | -------------------- |
| 9. Juni 2019 | Bouzigues             | Arthur Forissier -2- | Mathurin Boutte      | Pierrick Page        |
| 2. Sep. 2018 | Revermont             | Arthur Forissier     | Brice Daubord        | Nicolas Pierre Alain |
| 13. Mai 2017 | Calvi                 | Brice Daubord -5-    | Arthur Forissier     | François Carloni     |
| 2016         | Saint-Launeuc         | Brice Daubord -4-    | Nicolas Pierre Alain | Theo Dupras          |
| 2015         | Saint-Bonnet-Tronçais | Brice Daubord -3-    | Nicolas Fernandez    | François Carloni     |
| 2014         | Saint-Bonnet-Tronçais | Brice Daubord -2-    | Arthur Forissier     | Fabien Combaluzier   |
| 2013         | Versailles            | Brice Daubord        | Nicolas Fernandez    | François Carloni     |

| Jahr | Staatsmeisterin      | Zweite                  | Dritte           |
| ---- | -------------------- | ----------------------- | ---------------- |
| 2019 | Alysée Paties        | Magali Moreau           | Jessica Harrison |
| 2018 | Morgane Riou -4-     | Alysée Paties           | Maureen Demaret  |
| 2017 | Morgane Riou -3-     | Magali Moreau           | Maureen Demaret  |
| 2016 | Morgane Riou -2-     | Laurence Buffet Senelle | Juline Morlet    |
| 2015 | Morgane Riou         | Amandine Galindo        | Perrine Philipe  |
| 2014 | Coralie Redelsperger | Morgane Riou            | Céline Valtat    |
| 2013 | Marion Lorblanchet   | Morgane Riou            | Amandine Galindo |

### Duathlon

#### Sprint- und Kurzdistanz
Duathlon-Staatsmeisterschaften werden in Frankreich seit 1991 ausgetragen. Die Distanzen auf der Duathlon-Kurzdistanz gehen über
- 10 km Laufen,
- 40 km Radfahren und
- 5 km Laufen.

Edwige Pitel wurde sieben Mal – 1998 bis 2003 und 2005 – französische Duathlon-Meisterin.
Sandra Lévénez holte sich im April 2019 als 39-Jährige den Titel zum bereits neunten Mal, nachdem sie im März 2017 zum dritten Mal Vize-Staatsmeisterin war.
Anthony Le Duey holte sich den Titel viermal auf der Kurzdistanz und weitere zwei Mal auf der Duathlon-Langdistanz.
Damien Derobert wurde 2011 zum fünften Mal nationaler Meister Duathlon. Benjamin Choquert holte sich 2022 den Titel zum vierten Mal.
| Datum/Jahr    | Austragungsort          | Distanz | Staatsmeister         | Zweiter            | Dritter             |
| ------------- | ----------------------- | ------- | --------------------- | ------------------ | ------------------- |
| 8. Mai 2022   | Châteauroux             | Sprint  | Benjamin Choquert -4- | Krilan Le Bihan    | Valentin André      |
| 13. Apr. 2019 | Noyon                   | Sprint  | Yohan Le Berre -2-    | Nathan Guerbeur    | Benjamin Choquert   |
| 15. Apr. 2018 | Bondoufle               | Sprint  | Benjamin Choquert -3- | Yohan Le Berre     | Jérémy Quindos      |
| 25. März 2017 | Paillencourt            | Kurz    | Yohan Le Berre        | Benjamin Choquert  | Damien Derobert     |
| 8. Mai 2016   | Gravelines              | Kurz    | Benjamin Choquert -2- | Benoît Nicolas     | Damien Derobert     |
| 13. Sep. 2015 | Gray                    | Kurz    | Benjamin Choquert     | Benoît Nicolas     | Jérôme Blanc        |
| 22. Juni 2014 | Fourmies                | Kurz    | Benoît Nicolas -3-    | Pierre Joncheray   | Etienne Diemunsch   |
| 23. Juni 2013 | Fourmies                | Kurz    | Benoît Nicolas -2-    | Pierre Joncheray   | Benjamin Choquert   |
| 2012          | Parthenay               | Kurz    | Benoît Nicolas        | Pierre Joncheray   | Benjamin Choquert   |
| 2011          | Châteauroux             | Kurz    | Damien Derobert -5-   | Nicolas Capoferri  | Benoît Nicolas      |
| 2010          | Lac des Vieilles Forges | Kurz    | Damien Derobert -4-   | Stéphane Valenti   | Félix Duchampt      |
| 2009          | Vendôme                 | Kurz    | Damien Derobert -3-   | Nicolas Capoferri  | Laurent Galinier    |
| 2008          | Vendôme                 | Kurz    | Damien Derobert -2-   | Cyrille Ballester  | Pascal Schuler      |
| 2007          | Avion                   | Kurz    | Damien Derobert       | Benjamin Grenetier | Stéphane Valenti    |
| 2006          | Gonfreville-l'Orcher    | Kurz    | Anthony Le Duey -4-   | Stéphane Valenti   | Benjamin Grenetier  |
| 2005          | Belfort                 | Kurz    | Stéphane Valenti      | Laurent Galinier   | Vincent Aldebert    |
| 2004          | Chaumont                | Kurz    | Nicolas Lebrun -4-    | Anthony Le Duey    | Vincent Aldebert    |
| 2003          | Chaumont                | Kurz    | Anthony Le Duey -3-   | Nicolas Lebrun     | Stéphane Valenti    |
| 2002          | Chartres                | Kurz    | Anthony Le Duey -2-   | Stéphane Valenti   |                     |
| 2001          | Billère                 | Kurz    | Laurent Galinier      |                    |                     |
| 2000          | Le Drennec              | Kurz    | Anthony Le Duey       |                    | Laurent Galinier    |
| 1999          | Mulhouse                | Kurz    | Nicolas Lebrun -3-    | Pierre Geffroy     | Yann Millon         |
| 1998          | Briec-de-l'Odet         | Kurz    | Nicolas Lebrun -2-    |                    |                     |
| 1997          | La Ferté-Saint-Aubin    | Kurz    | Yann Millon           | Nicolas Lebrun     | Christian Cazorla   |
| 1996          | Aire-sur-la-Lys         | Kurz    | Nicolas Lebrun        | Jean-Luc Besse     | Todd Voss           |
| 1995          | Miramont-de-Guyenne     | Kurz    | Sylvain Dodet         | Emmanuel Faucher   | Christian Cazorla   |
| 1994          | Val-Joly                | Kurz    | Bruno Ferrat          | Pierre Geffroy     | Nicolas Lebrun      |
| 1993          | Mur-de-Barrez           | Kurz    | Christian Cazorla     | David Bellanger    | Stéphane Sansorgné  |
| 1992          | Lacroix-Saint-Ouen      | Kurz    | Patrick Girard        | Philippe Fattori   | Pierre Geffroy      |
| 1991          |                         | Kurz    | Pierre Geffroy        | Miguel Sanchez     | Dominique Deschamps |

| Jahr | Staatsmeisterin       | Zweite              | Dritte                   |
| ---- | --------------------- | ------------------- | ------------------------ |
| 2022 | Marion Legrand        | Garance Blaut       | Marion Le Goff           |
| 2019 | Sandra Lévénez -9-    | Garance Blaut       | Marion Legrand           |
| 2018 | Sandra Levenez -8-    | Marion Legrand      | Audrey Merle             |
| 2017 | Cécile Lejeune        | Sandra Lévénez      | Marion Gay Pageon        |
| 2016 | Sabrina Monmarteau    | Julie Chuberre Dodé | Émilie Jamme             |
| 2015 | Sandra Lévénez -7-    | Julie Le Colleter   | Émilie Jamme             |
| 2014 | Sandra Lévénez -6-    | Sabrina Godard      | Julie Le Colleter        |
| 2013 | Sandra Lévénez -5-    | Émilie Jamme        | Sabrina Monmarteau       |
| 2012 | Sandra Lévénez -4-    | Sabrina Godard      | Émilie Jamme             |
| 2011 | Sandra Lévénez -3-    | Sabrina Godard      | Alexandra Cassan-Ferrier |
| 2010 | Sandra Lévénez -2-    | Alexandra Louison   | Linda Guinoiseau         |
| 2009 | Alexandra Louison -3- | Sandra Lévénez      | Sabrina Godard           |
| 2008 | Alexandra Louison -2- | Sandra Lévénez      | Linda Guinoiseau         |
| 2007 | Sandra Lévénez        | Isabelle Ferrer     | Sylvie Quittot           |
| 2006 | Alexandra Louison     | Sylvie Quittot      | Magali Lopez             |
| 2005 | Edwige Pitel -7-      | Isabelle Ferrer     | Audrey Cléau             |
| 2004 | Charlotte Gauchet     | Linda Guinoiseau    | Morgane Riou             |
| 2003 | Edwige Pitel -6-      | Audrey Cléau        | Corinne Raux             |
| 2002 | Edwige Pitel -5-      | Corinne Raux        |                          |
| 2001 | Edwige Pitel -4-      | Corinne Raux        | Audrey Cléau             |
| 2000 | Edwige Pitel -3-      |                     | Marie-Françoise Daniou   |
| 1999 | Edwige Pitel -2-      | Laure Le Bihan      | Isabelle Liadouze        |
| 1998 | Edwige Pitel          | Chantal Dallenbach  | Christine Bonnamour      |
| 1997 | Valérie Clech         | Claire Lapouble     | Véronique Chastel        |
| 1996 | Virginie Lafargue     | Claire Lapouble     | Annette Di Maria         |
| 1995 | Cécile Odin           | Sophie Delemer      | Frédérique Fisel         |
| 1994 | Catherine Berthou     | Frédérique Fisel    | Claudine Carrié          |
| 1993 | Pascale Ranucci       | Cécile Odin         | Dominique Dubard         |
| 1992 | Sophie Delemer        | Pascale Ranucci     |                          |
| 1991 | Nicole Verrollet      | Christine Escaffre  | –                        |

| Datum/Jahr   | Austragungsort | Junioren-Staatsmeister Duathlon | Zweiter        | Dritter         |
| ------------ | -------------- | ------------------------------- | -------------- | --------------- |
| 3. Juni 2017 | Pierrelate     | Louis Vitiello                  | Arthur Berland | Krilan Le Bihan |
| 2. Apr. 2014 | Bondoufle      | Lou Berland                     |                |                 |
| 2005         |                |                                 |                |                 |

| Jahr | Junioren-Staatsmeisterin Duathlon | Zweite          | Dritte           |
| ---- | --------------------------------- | --------------- | ---------------- |
| 2017 | Cecile Lejeune                    | Pauline Landron | Marine Vetillard |
| 2016 | Célia Merle                       |                 |                  |
| 2005 | Charlotte Morel                   |                 |                  |

#### Langdistanz
| Datum/Jahr    | Austragungsort | Staatsmeister       | Zweiter            | Dritter           |
| ------------- | -------------- | ------------------- | ------------------ | ----------------- |
| 29. Apr. 2018 | Douai          | Tom Lecomte         | Sébastien Hansen   | Alex D'Oria       |
| 2017          | Verruyes       | Nicolas Baroux      | Ludovic Lemaréchal | Frédéric Lureau   |
| 2016          | Bois-le-Roi    | Robin Moussel -2-   | Thibaut Le Cras    | Alex d'Oria       |
| 2015          | Cambrai        | Robin Moussel       | Sébastien Stalder  | Sébastien Hansen  |
| 2014          | Cambrai        | Gaël Le Bellec      | Yannick Cadalen    | Anthony Le Duey   |
| 2013          | Cambrai        | Anthony Le Duey -2- | Yannick Cadalen    | Thibaut Humbert   |
| 2012          | Cambrai        | Yannick Cadalen     | David Duquesnoy    | Benoît Menestier  |
| 2011          | Chaumont       | Thibaut Humbert     | Anthony Le Duey    | Yannick Cadalen   |
| 2010          | Chaumont       | Anthony Le Duey     | Pascal Redo        | Pierre Vadam      |
| 2009          | Val d’Aran     | Nicolas Capoferri   | Thibaut Humbert    | Baptiste Cazaux   |
| 2008          | Val d’Aran     | Vincent Aldebert    | Stéphane Valenti   | Nicolas Capoferri |
| 2006          | Cambrai        | Vincent Aldebert    | Damien Favre-Félix | Dominique Duchêne |
| 1992          | Monteux        | Dominique Deschamps | Philippe Lie       | Pierre Papet      |

| Jahr | Staatsmeisterin       | Zweite            | Dritte                 |
| ---- | --------------------- | ----------------- | ---------------------- |
| 2018 | Céline Bousrez -3-    | Anaïs Robin       | Ines Van Der Linden    |
| 2017 | Céline Bousrez -2-    | Julie Giacomelli  | Sylvie Quittot         |
| 2016 | Céline Bousrez        | Anaïs Robin       | Alice Meigne           |
| 2015 | Isabelle Ferrer -3-   | Julie Le Colleter | Pauline Damiens        |
| 2014 | Isabelle Ferrer -2-   | Pauline Damiens   | Émilie Jamme           |
| 2013 | Alexandra Louison -2- | Émilie Jamme      | Stéphanie Reymond      |
| 2012 | Isabelle Ferrer       |                   |                        |
| 2011 | Alexandra Louison     | Isabelle Ferrer   | Juliane Webert         |
| 2010 | Nathalie Moreau       |                   |                        |
| 2009 | Sylvie Quittot        | Isabelle Ferrer   |                        |
| 2008 | Marion Clignet        | Isabelle Ferrer   |                        |
| 2006 | Aline Choretier       | Alexandra Louison | Frédérique Chambelland |
| 1992 | Virginie Lafargue     |                   |                        |

### Aquathlon
Der Aquathlon besteht als Mehrkampf aus den Disziplinen Schwimmen und Laufen mit ununterbrochener Zeitnahme. Die Staatsmeisterschaften gehen für Elite-Athleten über die Distanzen
- 2,5 km Laufen,
- 1 km Schwimmen (die Distanzen variieren zwischen 750 und 1000 Meter)
- und 2,5 km Laufen.

| Datum/Jahr    | Austragungsort     | Staatsmeister Aquathlon | Zweiter               | Dritter        |
| ------------- | ------------------ | ----------------------- | --------------------- | -------------- |
| 20. Juli 2019 | Bergerac           | Thomas Sayer            | Arthur Berland        | Arnaud Chivot  |
| 10. Juli 2017 | Montceau-les-Mines | Julien Thuilliez        | Paul Georgenthum      | Axel Hamon     |
| 16. Juli 2016 | Les Herbiers       | Paul Georgenthum        | Arthur Berland        | Max Stapley    |
| Juni 2015     | Baraqueville       | Quentin Barreau         | Arnaud Chivot         | Julien Pousson |
| 2014          | Bergerac           | Stéphane Gomez          | Carl Dupont           | Simon Pimenta  |
| 2013          | Metz               | Félix Duchampt          | Cédric Oesterle       | Thomas Sayer   |
| 2012          | Metz               | Raoul Shaw -2-          | Cédric Oesterle       | Jérémy Quindos |
| Juni 2011     | Gray               | Raoul Shaw              | Jonathan Lardier      | Félix Duchampt |
| 2010          | Gray               | Benjamin Pernet         | Jonathan Lardier      | Stéphan Bignet |
| 2009          | Gray               | Jonathan Lardier -2-    | Antoine Febvay        | David Obozil   |
| 2008          | Arnay-le-Duc       | Jonathan Lardier        | Pascal Faivre-Pierret | Pierre Billa   |
| 2007          | Arnay-le-Duc       | Yohann Vincent          | Nicolas Vacher        | Sylvain Rota   |

| Jahr | Staatsmeisterin Aquathlon | Zweite               | Dritte            |
| ---- | ------------------------- | -------------------- | ----------------- |
| 2019 | Jeanne Lehair             | Celia Merle          | Julie Iemmolo     |
| 2017 | Jessica Fullagar          | Léa Ivars            | Alessia Zarbo     |
| 2016 | Célia Merle               | Pauline Landron      | Audrey Ducornet   |
| 2015 | Mathilde Gautier          | Jessica Leroux       | Julie Stephan     |
| 2014 | Jessica Leroux -2-        | Lysiane Vallat       | Léa Duchampt      |
| 2013 | Jessica Leroux            | Maud Cloix           | Alexia Bailly     |
| 2012 | Anne Tabarant -3-         | Jessica Leroux       | Camille Donat     |
| 2011 | Anne Tabarant -2-         | Bérangère Abraham    | Coralie Bailly    |
| 2010 | Anne Tabarant             | Bérangère Abraham    | Pauline Purro     |
| 2009 | Charlotte Lancereau       | Laurence De Jaeghere | Charlotte Gauchet |
| 2008 | Laurence De Jaeghere -2-  | Charlotte Lancereau  | Audrey Cléau      |
| 2007 | Laurence De Jaeghere      | Julie Nivoix         | Karelle Dubief    |

### Wintertriathlon
| Datum/Jahr | Austragungsort | Staatsmeister Wintertriathlon | Zweiter | Dritter |
| ---------- | -------------- | ----------------------------- | ------- | ------- |
| 2002       |                |                               |         |         |
| 1996       |                |                               |         |         |

| Jahr | Staatsmeisterin Wintertriathlon | Zweite | Dritte |
| ---- | ------------------------------- | ------ | ------ |
| 2002 | Alexandra Louison               |        |        |
| 1996 | Hélène Salomon                  |        |        |